# Nemoria oppleta
Nemoria oppleta là một loài bướm đêm trong họ Geometridae.